# بور (مصطلح)

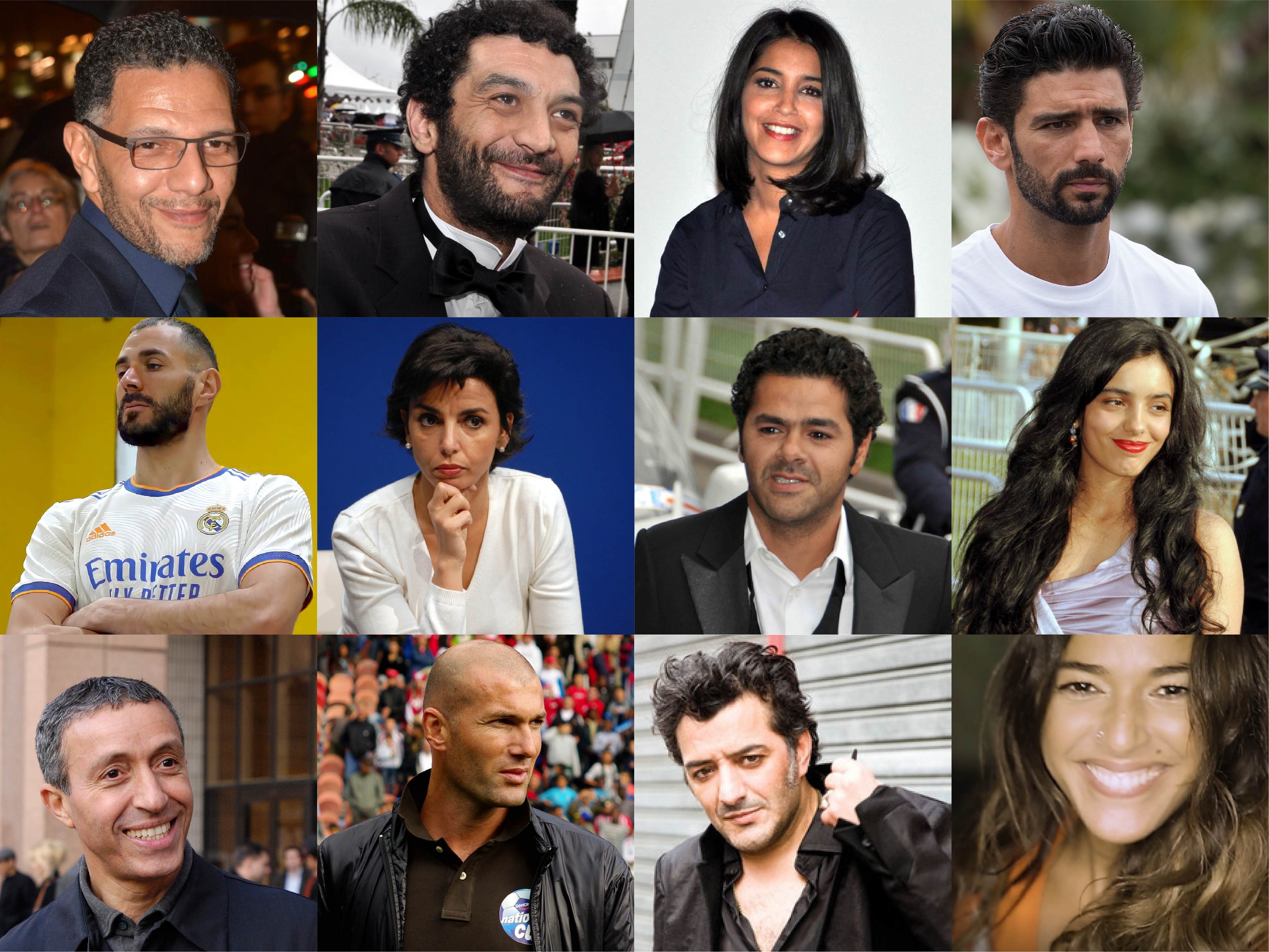

بور(Beur) هو مصطلح عامي في فرنسا يطلق على الأشخاص المولودين في فرنسا لوالدين مهاجرين من شمال أفريقيا. أيضا يستعمل المصطلح في دول أوروبا الغربية الأخرى كبلجيكا، هولندا والمملكة المتحدة. يأتي مصطلح بور من عكس حروف كلمة arabe والتي تعني الشخص العربي بالفرنسية. لا يشيع استعمال الكلمة كثيرا ولا ينصح بستعمالها في المحادثات الرسمية حيث أنها تعتبر مخالفة للإتكيت. يستعمل المصطلح للإشارة للعرب من المغرب والمشرق العربي المولودين في فرنسا.
قام الشباب ابتدأ من نهاية التسعينيات بستخدام مصطلح روبو والذي هو عبارة عن عكس مرتين لكلمة بور. أيضا يمكن اطلاق مصطلح بوريت كصيغة مؤنثة.